# Erling Haaland
Erling Braut Haaland (született: Håland; Leeds, 2000. július 21. –) angliai születésű norvég válogatott labdarúgó, a Manchester City játékosa. Édesapja az 1994-es labdarúgó-világbajnokságon is pályára lépő Alf-Inge Håland. (Nevének kiejtése a norvég nyelv szabályai szerint „hóland”, de kérésére a sporttudósítók a „hálánd” formát használják.)
Profi pályafutását a Bryne FK csapatában kezdte 2016-ban, ahol utánpótlás karrierjét is töltötte. 2017-ben a Molde FK együtteséhez szerződött, ahol két évet töltött el Ole Gunnar Solskjær alatt. 2019 januárjában az osztrák Red Bull Salzburg ötéves szerződést írt alá a norvég játékossal. Az osztrák csapattal kétszeres bajnok lett és a kupát is megnyerte. 2019 decemberében a Borussia Dortmund játékosa lett, a 2020–2021-es szezonban megnyerve a német kupát.
Pályafutása során több díjat is elnyert és több rekordot is megdöntött. A 2019–2020-as Bajnokok Ligája sorozatban az első tinédzser korú játékos lett, aki öt egymást követő mérkőzésen is gólt szerzett a sorozat főtábláján. A következő szezonban ő lett a Bajnokok Ligája gólkirálya. 2020-ban elnyerte a Golden Boy-díjat, 2021-ben pedig ő lett a Bundesliga év játékosa és a FIFA FIFPro World11 tagja is lett.
A válogatottban utánpótlás és felnőtt szinten is játszott már norvég színekben. A 2019-es U20-as világbajnokságon kilenc találattal lett gólkirály, és mind a kilenc gólját a Honduras elleni csoportmérkőzésen szerezte. A felnőtt válogatottban 2019 szeptemberében mutatkozott be. Első gólját egy évvel később, Ausztria ellen szerezte.

## Fiatalkora
Haaland 2000. július 21-én született Angliában, Leeds városában, mikor apja, Alf-Inge Håland a Leeds United játékosa volt a Premier League-ben. 2004-ben, három éves korában a családja Bryne-be költözött.
Amellett, hogy fiatal korától focizott, Haaland több más sportot is játszott gyerekként, többek között golf, kézilabda és atlétika. Ezek mellett helyből távolugrásban világrekordot döntött korosztályában, mikor öt éves volt, 163 centiméteres távolsággal.

## Pályafutása

### Klubcsapatokban

#### Bryne
Haaland öt évesen kezdett el a Bryne FK akadémiáján játszani. A 2015–2016-os szezon közben az együttes második csapatának volt a tagja és 14 mérkőzésen tizennyolcszor talált be. 2016 májusában a Byrne kinevezte megbízott vezetőedzőnek az utánpótlás csapat edzőjét, Berntsent, miután Gaute Larsent kirúgták. Arra tekintettel, hogy sokat dolgoztak együtt utánpótlás szinten, a megbízott edző megadta neki az első lehetőségét a felnőtt szinten. 2016. május 12-én mutatkozott be a Bryne FK csapatában a Ranheim Fotball elleni másodosztályú bajnoki mérkőzésen, mindössze 15 évesen.
Azt követően, hogy először főként szélsőként játszott, Berntsen csatárként kezdte el játszatni a norvégot. Ugyan nem szerzett gólt első szezonjában, az 1899 Hoffenheim felajánlotta neki, hogy csatlakozzon a csapathoz próbaidőre. Ő a Molde csapata mellett döntött, hogy Ole Gunnar Solskjær alatt játszhasson. A Bryne csapatában töltött időszak alatt tizenhatszor lépett pályára a felnőtt csapatban.

#### Molde

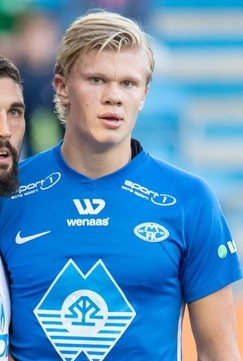
2018-ban, a Molde színeiben

2017. február 1-jén a Molde FK bejelentette, hogy szerződtette a 16 éves Haalandot. A játékos április 26-án mutatkozott be a kupában a Volda TI csapata elleni 3–2-es győzelem során, góllal. Június 4-én a bajnokságban a Sarpsborg 08 FF ellen debütált a 71. percben, ahol mindössze egy perc után sárga lapot kapott, mielőtt a 77. percben szerzett góljával megnyerte volna csapatának a győzelmet. Második gólja szeptember 17-én jött a Viking FK ellen, amely szintén győzelmet jelentett a Moldénak. Első szezonjában 20 mérkőzésen játszott és négy gólt szerzett.
2018. július 1-jén az SK Brann ellen 4 gólt szerzett, mindössze 21 perc alatt. A mérkőzés után a Molde edzője, Ole Gunnar Solskjær a belga Romelu Lukakuhoz hasonlította a játékost, megerősítve, hogy több csapat ajánlatait is elutasították a norvégért. A következő fordulóban duplázott a Vålerenga Fotball elleni bajnoki mérkőzésen, amely végeredménye 5–1 lett. Július 26-án szerezte meg első gólját egy UEFA-kupasorozatban, mikor belőtt egy büntetőt a KF Laçi elleni Európa-liga-selejtezőn. Sérülés miatt nem tudott játszani a csapat utolsó három meccsén a szezonban. 2018-ban megválasztották az Eliteserien év felfedezettjének. Az évadban ő szerezte a legtöbb gólt a Molde csapatában, 30 mérkőzésen 16 gólja volt.

#### Red Bull Salzburg

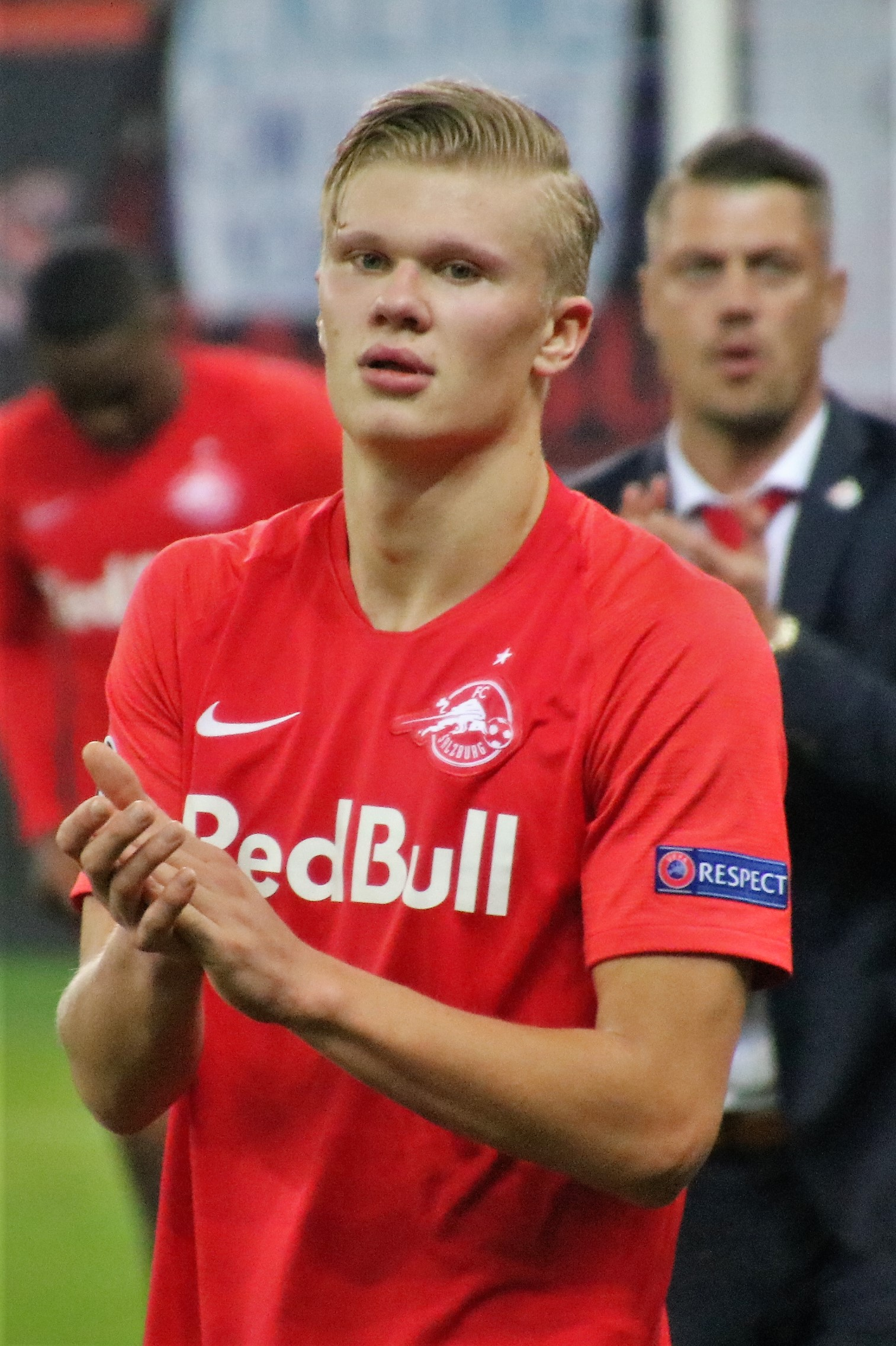
2019-ben, a Salzburg játékosaként

Augusztus 19-én az osztrák bajnok Red Bull Salzburg bejelentette, hogy szerződtették Haalandot és, hogy 2019. január 1-én csatlakozik hozzájuk, miután aláírt egy öt éves szerződést és elutasította a Leeds United csapatát. Február 17-én mutatkozott be az SC Wiener Neustadt elleni kupamérkőzésen, majd egy héttel később a bajnokságban a Rapid Wien ellen. Május 12-én második bajnoki mérkőzésen megszerezte első gólját a LASK ellen.  Július 19-én szerezte meg első mesterhármasát a csapat színeiben, az SC-ESV Parndorf elleni 7–1-es győzelem során, amelyet az első bajnokságban szerzett mesterhármasa követett augusztus 10-én, a Wolfsberger AC ellen. A TSV Hartberg elleni bajnokin szintén hármat tudott szerezni. Ez volt a hatodik mérkőzése sorozatban, amelyen gólt szerzett, összesen tizenegyet. Három nappal később bemutatkozott a Bajnokok Ligájában, egy mesterhármassal a Genk ellen.
Következő két Bajnokok Ligája-mérkőzésén Haaland gólt szerzett a Liverpool ellen az Anfielden és kettőt a Napoli ellen, amellyel ő lett a második tinédzser Karim Benzema után a sorozat történetében, aki gólt tudott szerezni első három meccsén. Ezek mellett hat szerzett gólja a legtöbb volt, amit egy játékos szerzett az első három csoportmérkőzésen. Miután szerzett egy büntetőt a Napoli elleni visszavágón, ő lett az első tinédzser, aki gólt tudott szerezni első négy Bajnokok Ligája-mérkőzésén és mindössze a negyedik játékos a sorozat történetében, Zé Carlos, Alessandro Del Piero és Diego Costa után. Ezt követően mesterhármast szerzett a bajnokságban november 10-én, ismét a Wolfsberger AC ellen. Ez az ötödik mesterhármasa volt a szezonban és a második a Wolfsberger ellen.
November 27-én Haaland csereként lépett pályára a Genk ellen, ismét gólt szerezve, amivel ő lett az első tinédzser a  Bajnokok Ligája történetben, aki sorozatban öt mérkőzésen gólt tudott szerezni és mindössze a hatodik, Del Piero, Szerhij Rebrov, Neymar, Cristiano Ronaldo és Robert Lewandowski után. Ugyan a Liverpool elleni visszavágón nem tudott betalálni, történelmet írt azzal hogy 20 éves kora előtt 8 gólt lőtt a csoportkörben. Az angol csapat elleni 2–0-ás vereség volt a csatár utolsó mérkőzése a csapat színeiben. A Salzburgnál töltött időszak alatt 29 gólt szerzett, amelyből 28-at a 2019–2020-as szezonban lőtt, mindössze 22 mérkőzésen.

#### Borussia Dortmund

##### 2019–2020: Debütáló szezon
2019. december 29-én a Borussia Dortmund csapata jelentette be leigazolását, négy éves szerződést írt alá. Dortmundi bemutatkozása is emlékezetesre sikerült, miután az FC Augsburg elleni mérkőzésen 3–1-es hátránynál az 56.percben becserélték, majd három góllal vette ki a részét a későbbi 5–3-as győzelemből. Ezzel mindössze a második játékos lett a csapat történetében Pierre-Emerick Aubameyang után, aki Bundesliga-bemutatkozásán hármat tudott lőni. 2020. január 24-én az 1. FC Köln ellen csereként beállva duplázott, ezzel Bundesliga történetének első labdarúgója lett, aki az első két mérkőzésén összesen öt gólt szerzett. Ezt mindössze 56 percnyi játékidő alatt érte el, amely szintén rekord. Annak ellenére, hogy csak egy órát töltött a pályán, január hónapban őt választották a Bundesliga legjobb újoncának és a legjobb játékosának is. Február 1-én a Union Berlin ellen két gólt rúgott, amellyel az első játékos lett a bajnokság történetében, aki első három mérkőzésén hét gólt tudott szerezni.
Február 18-án ő szerezte a Dortmund mindkét gólját a Paris Saint-Germain elleni 2–1-es Bajnokok Ligája-győzelme során a nyolcaddöntőben. Ezzel a 2019–2020-as szezonban már tízet szerzett a sorozatban, mindössze nyolcadik pályára lépésén. A Dortmund március 11-én elvesztette a visszavágót 2–0-ra, amellyel Haaland egy szezonban kétszer is kiesett a sorozatból. Miután a Bundesliga visszatért május 16-án a Covid19-pandémia idején, Haaland gólt szerzett a Schalke 04 elleni 4–0-ás győzelem során, a tizedik gólja a bajnokságban. Június 20-án kettőt lőtt a RB Leipzig ellen, amellyel a Dortmund bebiztosította a második helyet. A 2019–2020-as szezont 44 góllal zárta, 40 mérkőzésen.

##### 2020–2021: Az év játékosa a Bundesligában, a Bajnokok Ligája gólkirálya

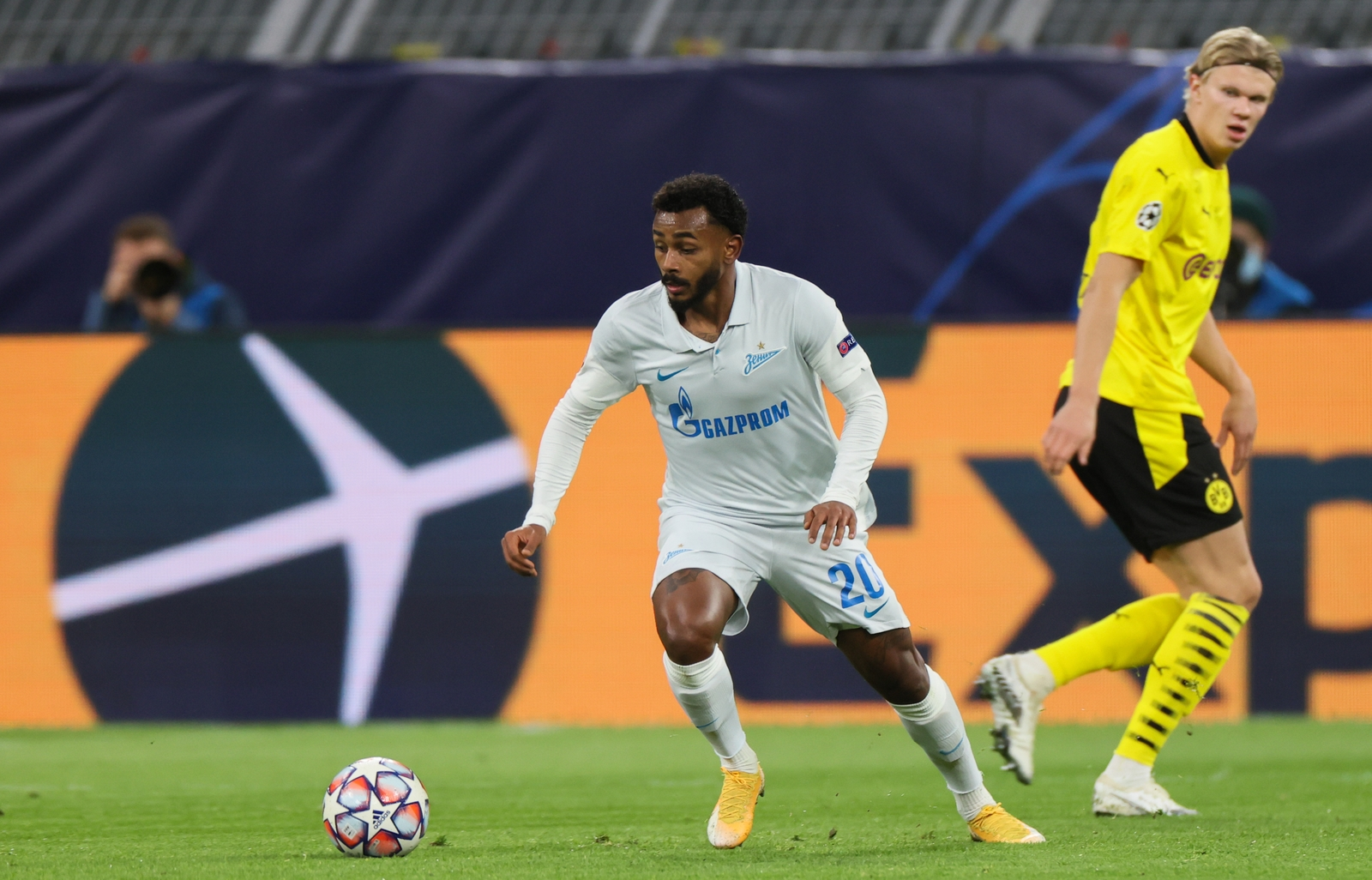
A Zenyit ellen a Bajnokok Ligájában

2020. szeptember 19-én a Dortmund szezonnyitóján Haaland duplázott a Borussia Mönchengladbach ellen. Ő szerezte az egyenlítő gólt a Bayern München elleni mérkőzésen a német szuperkupában, majd ismét betalált a rivális csapat ellen, november 7-én a bajnokságban. A Dortmund elvesztette mindkét találkozót 2–3-ra. November 21-én négy gólt szerzett a Hertha BSC ellen, mindössze 32 perc alatt. Ezzel az öt góllal, amit novemberben szerzett, ő lett a hónap játékosa a Bundesligában, másodjára pályafutásában. A 2020–2021-es Bajnokok Ligája csoportkörében hat gólt szerzett első négy mérkőzésén. Mindössze 12 mérkőzés kellett neki, hogy tizenhatszor betaláljon a kupasorozatban. Órákkal a Lazio ellen visszavágó előtt a Dortmund bejelentette, hogy a játékos izomsérülést szenvedett, aminek következtében 2021-ig nem léphetett újra pályára.
2021. január 3-án tért vissza sérüléséből, a VfL Wolfsburg ellen. Az RB Leipzig elleni 3–1-es győzelem során január 9-én duplázott, amelyet ismét kettővel követett a Mönchengladbach ellen, január 22-én. Február 17-én két gólt szerzett és adott egy gólpasszt a Sevilla ellen a Bajnokok Ligája nyolcaddöntőjében. A Bayern München elleni bajnoki visszavágón kétszer talált be az első tíz percben. Lecserélése után a Bayern 4–2-re győzött. A második gólja a mérkőzésen a 100. volt pályafutásán, amelyet mindössze 146 pályára lépés alatt ért el.
Haaland a nyolcaddöntő visszavágóján ismét duplázott a Sevilla ellen, amely elég volt arra, hogy csapata továbbjusson. Tekintve, hogy csak 14 mérkőzést játszott karrierjében a Bajnokok Ligájában, ő lett a legfiatalabb játékos és a játékos, aki a legkevesebb mérkőzés alatt lőtt 20 gólt a sorozatban. Ezek mellett ő az első, aki többször is tudott sorozatban négy mérkőzésen gólt szerezni. A negyeddöntőben a Manchester City ellen ő adta a gólpasszt Marco Reus góljához, de a Dortmund így is kikapott.
Miután ki kellett hagynia két mérkőzést sérülés miatt, visszatért a kezdőcsapatba a német kupadöntőre. Duplával segítette hozzá csapatát a kupagyőzelemhez a Leipzig ellen, megnyerve első trófeáját a csapattal. A szezont 41 góllal zárta, amelyből 27-et a bajnokságban szerzett. Őt szavazták meg a szezon játékosának a német első osztályban. Ő lett a Bajnokok Ligája gólkirálya és megválasztották a szezon támadójának is.

##### 2021–2022: Sérülések és utolsó szezonja a Dortmund játékosaként
A 2021–2022-es szezont mesterhármassal nyitotta a Wehen Wiesbaden ellen, a német kupa első fordulójában, 2021. augusztus 7-én. Egy héttel később, a Bundesliga szezonnyitóján duplázott és adott két gólpasszt az Eintracht Frankfurt ellen. A szezon első hónapjait ki kellett hagynia, miután megsérült. Október 16-án tért vissza és gólt szerzett a Mainz ellen. Nem sokkal később ismét megsérült, aminek következtében ki kellett hagynia közel hónapot. November 27-én tért vissza, hogy megszerezze 50. Bundesliga-gólját a Wolfsburg ellen. Ezt rekordkevés mérkőzés alatt érte el és ő lett a legfiatalabb játékos, aki ötvenet tudott szerezni a német első osztályban.
2022. május 10-én a Dortmund bejelentette, hogy Haaland a szezon végén elhagyja a csapatot, hogy a Premier League-ben szereplő Manchester City játékosa legyen. Négy nappal később búcsút intett a rajongóknak a Westfalenstadionban, a Dortmund szezonzárója előtt a Hertha BSC ellen. Utolsó mérkőzésén ő szerezte a Dortmund első gólját.

#### Manchester City

##### 2022–2023: Debütáló szezon a Premier League-ben
2022. május 10-én a Manchester City bejelentette, hogy leigazolták a norvég játékost, miután kifizették a 60 millió eurós kivásárlási záradékát a Dortmundnak. A játékos 2022. június 13-án írta alá öt éves szerződését a csapattal.

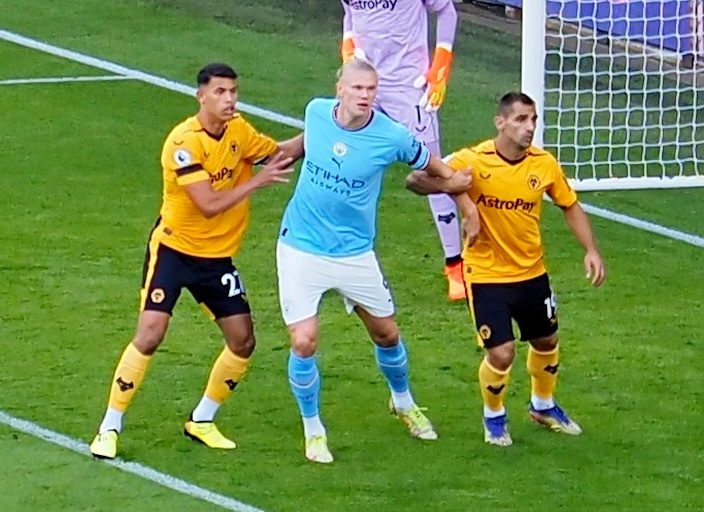
2022-ben a Wolverhampton Wanderers ellen

Első bajnoki mérkőzésén a City színeiben két gólt szerzett a West Ham United ellen.
Az ötödik mérkőzésén mesterhármast szerzett a klub színeiben a Crystal Palace elleni bajnokin. Négy nappal később ismét hármat tudott rúgni, ezúttal a Nottingham Forest elleni 6–0 arányú győzelem során. Ezzel az első játékos lett a bajnokság történetében, aki két mesterhármast szerzett szeptember előtt az angol első osztályban. Hatodik bajnoki mérkőzésén beállított egy újabb rekordot (amit Mick Quinn állított be, még 1992 decemberében): mindössze hat pályára lépés kellett neki, hogy szerezzen 10 gólt a bajnokságban. Első hónapjában a bajnokságban a hónap játékosának választották.
Szeptember 6-án bemutatkozott a Bajnokok ligájában a City színeiben, két gólt szerezve a Sevilla ellen, amivel az első játékos lett, aki 20 pályára lépésen 25 gólt szerzett a kiírásban. Október 2-án mesterhármast szerzett a Manchester United elleni derbin. Ezzel az első játékos lett a bajnokság történetében, aki sorozatban három hazai mérkőzésen három gólt tudott lőni, illetve ő érte el a három mesterhármast a leggyorsabban, 8 mérkőzés alatt (a következő Michael Owen, 48 mérkőzéssel). Ezek mellett mindössze a harmadik csapattárs-pár lettek Phil Fodennel, akik egy Premier League-mérkőzésen mesterhármast tudtak szerezni. December 28-án duplázott a Leeds United ellen, így már 20 találata volt a bajnokságban. Ezzel megdöntötte Kevin Phillips Premier League-rekordját, mindössze 14 mérkőzés kellett neki a 20 gól átlépéséhez. A naptári év végére már 21 gólja volt a bajnokságban, ami Premier League rekordnak számított. 2023. január 22-én szerezte negyedik mesterhármasát, a Wolverhampton Wanderers ellen, amivel már 25 gólja volt a bajnokságban, mindössze 19 mérkőzésen, amivel megelőzte az előző szezon gólkirályait, Mohamed Szaláh-t és Szon Hungmint, akiknek 23–23 gólja volt az egész évadban.
2023. március 14-én öt gólt rúgott a City RB Leipzig elleni UEFA-bajnokok ligája nyolcaddöntőjében, mindössze egy óra alatt. Ezzel a kupasorozat történetének legsikeresebb játékosa lett egy mérkőzésen, beállítva Lionel Messi és Luiz Adriano rekordját. Ezek mellett ezekkel a gólokkal 39 találata lett a szezonban, megdöntve Tommy Johnson City-rekordját, ami 1928–1929 óta állt, illetve Messi és Cristiano Ronaldo után a harmadik játékos lett, aki több UEFA-bajnok ligája-szezonban is legalább tíz gólt szerzett.
2023. május 3-án megdöntötte a rekordot a legtöbb szerzett gólért egy Premier League szezonban, mikor a West Ham United ellen meglőtte 35. találatát.

##### 2024–napjainkig
2025 januárjában kilenc és fél éves szerződést írt alá a csapattal, 2034-ig hosszabbítva City-karrierjét. A megegyezésből eltávolították összes kivásárlási árát is. Minden idők egyik legtöbb pénzt érő sportszerződése volt.

### A válogatottban

#### Utánpótlás
Részt vett a norvég korosztályos válogatottakkal a 2017-es U17-es labdarúgó-Európa-bajnokságon, a 2018-as U19-es labdarúgó-Európa-bajnokságon és a 2019-es U20-as labdarúgó-világbajnokságon. A 2018-as U19-es labdarúgó-Európa-bajnokságra az ő mesterhármasával jutott ki a csapat, mikor 5–4-re legyőzték Skócia válogatottját. A tornán szerzett egy büntetőgólt Olaszország ellen. 2019. május 30-án az U20-as labdarúgó-világbajnokságon Honduras ellen 12–0-ra megnyert mérkőzésen 9 gólt szerzett, ez a torna történelmében egyedülálló rekord lett. Ezek mellett ez volt Norvégia és az U20-as világbajnokság történetének legnagyobb győzelme, illetve Honduras történetének legnagyobb veresége. Annak ellenére, hogy Norvégia kiesett a csoportkörben és Haaland nem szerzett gólt egyetlen más mérkőzésen se, ő lett a torna gólkirálya.

#### Felnőtt válogatott
Szeptember 5-én mutatkozott be a felnőtt válogatottban a Málta elleni 2020-as labdarúgó-Európa-bajnokság selejtező mérkőzésén kezdőként, majd a 66. percben Tarik Elyounoussi érkezett a helyére. 2020. szeptember 4-én megszerezte első felnőtt válogatott gólját az Ausztria ellen 2–1-re elvesztett Nemzetek Ligája találkozón. Három nappal később 5–1-re nyertek az Észak-Írország ellen, a találkozón duplázott. Október 11-én mesterhármast szerzett Románia ellen, amellyel hat mérkőzésen már hat gólja volt a válogatottban.
2021 szeptemberében öt gólt szerzett három világbajnoki selejtezőn, beleértve egy mesterhármast Gibraltár ellen.

## Család, magánélet
A korábbi norvég válogatott, a Nottingham Forest, Leeds United és Manchester City csapataiban is játszó Alf-Inge Håland fia. Anyja hétpróbás sportoló, Gry Marita Braut. Haaland három éves korában családjával Norvégiába, Bryne városába költözött. Unokatestvére Jonatan Braut Brunes a Lillestrøm támadója. Brunes volt a Bryne történetének legfiatalabb játékosa 2016. május 16-án, 15 évesen, 9 hónaposan és 9 naposan, amely rekordot Haaland állított be négy nappal korábban. Fiatalabb unokatestvére, Albert Tjåland szintén labdarúgó, a Molde utánpótláscsapatában kevesebb, mint 40 mérkőzésen több, mint 60 gólt szerzett. Haaland Leeds-ben született és a Leeds United szurkolója. 2017 februárjában egy, a norvég Aftenposten magazinnal készített interjújában úgy nyilatkozott, hogy az az álma, hogy a Leeds Uniteddel megnyerje a Premier League-et. 2016. augusztus 30-án a Flow Kingz feltöltötte a Kygo Jo dal videóklipjét a csatornájára, amely együttes tagja Haaland és U18-as csapattársai, Erik Botheim és Erik Tobias Sandberg. 2022-re a videó több, mint 9 millió megtekintéssel és 280 ezer kedveléssel rendelkezik.
A játékos azt nyilatkozta, hogy szeret meditálni. Miután megszerezte második gólját a Paris Saint-Germain ellen 2020 februárjában, egy meditációs pózzal ünnepelt. Miután a csapata kiesett a Bajnokok Ligájából, a PSG gólszerzője Neymar leutánozta a norvég játékos ünneplését, amelyhez csatlakozott a francia csapat nagy része. Ez azután történt, hogy Haaland megosztott egy posztot a mérkőzés előtt, amelyben Párizst a saját városának nevezte. Ugyan több forrás szerint is a poszt nem volt valós, ő azt mondta, hogy örült neki, hogy a meditáció gondolatát segítettek neki terjeszteni a világban.

## Játékstílusa
Haaland rendelkezik egy középcsatár összes szükséges képességével. Testalkatát használja fel a játék feltartására, amellyel könnyen játékba tudja hozni csapattársait is. Okosan tud mozogni, mikor nincs nála a labda és magasságát tekintve kifejezetten gyors. Jól vezeti a labdát és helyzetet is tud alakítani. Mindkét lábával és fejeléssel is tud befejezni. Általában mélyen visszahúzódik, hogy összeszedje a labdát és segít támadást építeni csapatának, gyakran passzol a szélekre, mielőtt a kapu felé futna, hogy visszakapja a labdát. Esetenként túl mélyre húzódik ahhoz, hogy ne kövessék a védők, amely lehetőséget ad neki, hogy a kapu felé fordulva helyzetet tudjon kialakítani. A tizenhatoson belül kicsi, de hirtelen mozdulatokkal mozog be olyan területekre, ahol csapattársai megtalálhatják a labdával. Ezen kis mozdulatoknak köszönhetően nehéz védekezni ellene.
Jól használja testét, mikor háttal áll a kapunak, nagyon jól tudja védeni a labdát. Mikor nyomás alatt fel tudja használni erejét is, hogy lekezelje a labdát, tud adni időt saját csapatának védőinek, hogy újra összeálljanak egy felszabadítás után. Haaland kreativitása akkor mutatkozik meg igazán, mikor a pálya baloldalán mozog. Mindig az az első számú célja, hogy kapura lőjön, de át tudja látni a pályát elég jól ahhoz, hogy egy mögötte érkező középpályást megtaláljon egy jól időzített passzal. Az a képessége, hogy kiemelkedő sebességgel mozogjon előre a labdával szintén kisegíti, mikor másokat kell helyzetbe hozni.
Inspirációjának Cristiano Ronaldót, Michut, Jamie Vardyt és Robin van Persie-t nevezi meg, magassága és gólérzékenysége miatt többször hasonlították Zlatan Ibrahimovićhoz is. Azt nyilatkozta, hogy a legnehezebb ellenfelei Virgil van Dijk és Sergio Ramos voltak.

## Statisztika

### Klubcsapatokban
2025. január 4. szerint.
| Klub teljesítmény | Szezon         | Liga               | Liga  | Liga  | Nemzeti kupa | Nemzeti kupa | Ligakupa | Ligakupa | Nemzetközi kupa | Nemzetközi kupa | Egyéb | Egyéb | Összesen | Összesen |
| Klub teljesítmény | Szezon         | Bajnokság          | Mérk. | Gólok | Mérk.        | Gólok        | Mérk.    | Gólok    | Mérk.           | Gólok           | Mérk. | Gólok | Mérk.    | Gólok    |
| ----------------- | -------------- | ------------------ | ----- | ----- | ------------ | ------------ | -------- | -------- | --------------- | --------------- | ----- | ----- | -------- | -------- |
| Bryne 2           | 2015           | 3. divisjon        | 3     | 2     | —            | —            | —        | —        | —               | —               | —     | —     | 3        | 2        |
| Bryne 2           | 2016           | 3. divisjon        | 11    | 16    | —            | —            | —        | —        | —               | —               | —     | —     | 11       | 16       |
| Bryne 2           | Összesen       | Összesen           | 14    | 18    | —            | —            | —        | —        | —               | —               | —     | —     | 14       | 18       |
| Bryne             | 2016           | 1. divisjon        | 16    | 0     | 0            | 0            | —        | —        | —               | —               | —     | —     | 16       | 0        |
| Molde 2           | 2017           | 3. divisjon        | 4     | 2     | —            | —            | —        | —        | —               | —               | —     | —     | 4        | 2        |
| Molde             | 2017           | Eliteserien        | 14    | 2     | 6            | 2            | —        | —        | —               | —               | —     | —     | 20       | 4        |
| Molde             | 2018           | Eliteserien        | 25    | 12    | 0            | 0            | —        | —        | 5               | 4               | —     | —     | 30       | 16       |
| Molde             | Összesen       | Összesen           | 39    | 14    | 6            | 2            | —        | —        | 5               | 4               | —     | —     | 50       | 20       |
| Red Bull Salzburg | 2018–19        | Osztrák Bundesliga | 2     | 1     | 2            | 0            | —        | —        | 1               | 0               | —     | —     | 5        | 1        |
| Red Bull Salzburg | 2019–20        | Osztrák Bundesliga | 14    | 16    | 2            | 4            | —        | —        | 6               | 8               | —     | —     | 22       | 28       |
| Red Bull Salzburg | Összesen       | Összesen           | 16    | 17    | 4            | 4            | —        | —        | 7               | 8               | —     | —     | 27       | 29       |
| Borussia Dortmund | 2019–20        | Bundesliga         | 15    | 13    | 1            | 1            | —        | —        | 2               | 2               | —     | —     | 18       | 16       |
| Borussia Dortmund | 2020–21        | Bundesliga         | 28    | 27    | 4            | 3            | —        | —        | 8               | 10              | 1     | 1     | 41       | 41       |
| Borussia Dortmund | 2021–22        | Bundesliga         | 24    | 22    | 2            | 4            | —        | —        | 3               | 3               | 1     | 0     | 30       | 29       |
| Borussia Dortmund | Összesen       | Összesen           | 67    | 62    | 7            | 8            | —        | —        | 13              | 15              | 2     | 1     | 89       | 86       |
| Manchester City   | 2022–23        | Premier League     | 35    | 36    | 4            | 3            | 2        | 1        | 11              | 12              | 1     | 0     | 53       | 52       |
| Manchester City   | 2023–24        | Premier League     | 31    | 27    | 3            | 5            | 0        | 0        | 9               | 6               | 2     | 0     | 45       | 38       |
| Manchester City   | 2024–25        | Premier League     | 20    | 16    | 0            | 0            | 0        | 0        | 6               | 5               | 1     | 0     | 27       | 21       |
| Manchester City   | Összesen       | Összesen           | 86    | 79    | 7            | 8            | 2        | 1        | 26              | 23              | 4     | 0     | 125      | 111      |
| Teljes karrier    | Teljes karrier | Teljes karrier     | 242   | 192   | 24           | 22           | 2        | 1        | 51              | 50              | 6     | 1     | 325      | 266      |

1. ↑  Magában
foglalja a Norvég kupában, az Osztrák kupában, a Német kupában való pályára lépésit is.
2. 1 2  Pályára lépése(i) az Európa-ligában.
3. 1 2 3 4 5  Pályára lépése(i) a Bajnokok ligájában.
4. 1 2  Pályára lépése a Német szuperkupán.
5. ↑  Pályára lépés az angol szuperkupában

### A válogatottban
2025. március 22. szerint.
| Norvégia | Norvégia        | Norvégia |
| Év       | Pályára lépései | Góljai   |
| -------- | --------------- | -------- |
| 2019     | 2               | 0        |
| 2020     | 5               | 6        |
| 2021     | 8               | 6        |
| 2022     | 8               | 9        |
| 2023     | 6               | 6        |
| 2024     | 10              | 11       |
| 2025     | 1               | 1        |
| Összesen | 40              | 39       |

### Góljai a válogatottban
| #  | Időpont              | Helyszín                                   | Ellenfél       | Gólok | Eredmény | Kiírás                                     |
| -- | -------------------- | ------------------------------------------ | -------------- | ----- | -------- | ------------------------------------------ |
| 1  | 2020. szeptember 4.  | Ullevaal Stadion, Oslo, Norvégia           | Ausztria       | 1–2   | 1–2      | 2020–2021-es UEFA Nemzetek Ligája (B liga) |
| 2  | 2020. szeptember 7.  | Windsor Park, Belfast, Észak-Írország      | Észak-Írország | 2–1   | 5–1      | 2020–2021-es UEFA Nemzetek Ligája (B liga) |
| 3  | 2020. szeptember 7.  | Windsor Park, Belfast, Észak-Írország      | Észak-Írország | 5–1   | 5–1      | 2020–2021-es UEFA Nemzetek Ligája (B liga) |
| 4  | 2020. október 11.    | Ullevaal Stadion, Oslo, Norvégia           | Románia        | 1–0   | 4–0      | 2020–2021-es UEFA Nemzetek Ligája (B liga) |
| 5  | 2020. október 11.    | Ullevaal Stadion, Oslo, Norvégia           | Románia        | 3–0   | 4–0      | 2020–2021-es UEFA Nemzetek Ligája (B liga) |
| 6  | 2020. október 11.    | Ullevaal Stadion, Oslo, Norvégia           | Románia        | 4–0   | 4–0      | 2020–2021-es UEFA Nemzetek Ligája (B liga) |
| 7  | 2021. június 2.      | Estadio La Rosaleda, Málaga, Spanyolország | Luxemburg      | 1–0   | 1–0      | Barátságos mérkőzés                        |
| 8  | 2021. szeptember 1.  | Ullevaal Stadion, Oslo, Norvégia           | Hollandia      | 1–0   | 1–1      | 2022-es világbajnokság-selejtező           |
| 9  | 2021. szeptember 4.  | Daugava Stadium, Riga, Lettország          | Lettország     | 1–0   | 2–0      | 2022-es világbajnokság-selejtező           |
| 10 | 2021. szeptember 7.  | Ullevaal Stadion, Oslo, Norvégia           | Gibraltár      | 2–0   | 5–1      | 2022-es világbajnokság-selejtező           |
| 11 | 2021. szeptember 7.  | Ullevaal Stadion, Oslo, Norvégia           | Gibraltár      | 3–0   | 5–1      | 2022-es világbajnokság-selejtező           |
| 12 | 2021. szeptember 7.  | Ullevaal Stadion, Oslo, Norvégia           | Gibraltár      | 5–1   | 5–1      | 2022-es világbajnokság-selejtező           |
| 13 | 2022. március 25.    | Ullevaal Stadion, Oslo, Norvégia           | Szlovákia      | 1–0   | 2–0      | Barátságos mérkőzés                        |
| 14 | 2022. március 29.    | Ullevaal Stadion, Oslo, Norvégia           | Örményország   | 1–0   | 9–0      | Barátságos mérkőzés                        |
| 15 | 2022. március 29.    | Ullevaal Stadion, Oslo, Norvégia           | Örményország   | 5–0   | 9–0      | Barátságos mérkőzés                        |
| 16 | 2022. június 2.      | Rajko Mitić Stadion, Belgrád, Szerbia      | Szerbia        | 1–0   | 1–0      | 2022–2023-as UEFA Nemzetek Ligája (B liga) |
| 17 | 2022. június 5.      | Friends Aréna, Solna, Svédország           | Svédország     | 1–0   | 2–1      | 2022–2023-as UEFA Nemzetek Ligája (B liga) |
| 18 | 2022. június 5.      | Friends Aréna, Solna, Svédország           | Svédország     | 2–0   | 2–1      | 2022–2023-as UEFA Nemzetek Ligája (B liga) |
| 19 | 2022. június 12.     | Ullevaal Stadion, Oslo, Norvégia           | Svédország     | 1–0   | 3–2      | 2022–2023-as UEFA Nemzetek Ligája (B liga) |
| 20 | 2022. június 12.     | Ullevaal Stadion, Oslo, Norvégia           | Svédország     | 2–0   | 3–2      | 2022–2023-as UEFA Nemzetek Ligája (B liga) |
| 21 | 2022. szeptember 24. | Stožice Stadion, Ljubljana, Szlovénia      | Szlovénia      | 1–0   | 1–2      | 2022–2023-as UEFA Nemzetek Ligája (B liga) |
| 22 | 2023. június 17.     | Ullevaal Stadion, Oslo, Norvégia           | Skócia         | 1–0   | 1–2      | 2024-es EB-selejtező                       |
| 23 | 2023. június 20.     | Ullevaal Stadion, Oslo, Norvégia           | Ciprus         | 2–0   | 3–1      | 2024-es EB-selejtező                       |
| 24 | 2023. június 20.     | Ullevaal Stadion, Oslo, Norvégia           | Ciprus         | 3–0   | 3–1      | 2024-es EB-selejtező                       |

## Sikerei, díjai

### Klub
- Red Bull Salzburg
  - Osztrák bajnok: 2018–2019, 2019–2020
  - Osztrák kupa: 2018–2019
- Borussia Dortmund
  - Német kupa: 2020–2021[120]
- Manchester City
  - Angol bajnok: 2022–2023, 2023–2024
  - Angol kupa: 2022–2023
  - UEFA-bajnokok ligája: 2022–2023

### Egyéni
- Az Eliteserien év felfedezettje: 2018[22]
- Az év osztrák labdarúgója: 2019[121]
- U20-as labdarúgó-világbajnokság gólkirály: 2019[122]
- Bajnokok ligája – Breakthrough XI: 2019[123]
- Bajnokok ligája – A szezon csapata: 2020–2021[124]
- Bajnokok ligája – A szezon támadója: 2020–2021[68]
- Bajnokok ligája gólkirály: 2020–2021[125]
- UEFA Nemzetek Ligája gólkirály: 2020–2021[126]
- Bundesliga – Hónap Játékosa: 2020 Január,[127] 2020 November,[128] 2021 Április,[129] 2021 Augusztus
- Bundesliga – Hónap Tehetsége: 2020 Január, 2020 Február[130]
- Bundesliga – Hónap Gólja: 2021 Szeptember[131]
- Bundesliga – Szezon Csapata: 2020–2021,[132] 2021–2022[133]
- Premier League – A szezon játékosa: 2022–2023
- Premier League – A szezon fiatal játékosa: 2022–2023
- Premier League – A hónap játékosa: 2022. augusztus[78]
- Premier League-aranycipő: 2022–2023, 2023–2024[134]
- ESM – Az év csapatának tagja: 2019–2020[135]
- Golden Boy-díj: 2020[136]
- Az év norvég labdarúgója: 2020[137]
- Kniksen-díj: 2020[138]
- Az év norvég sportolója: 2020[139]
- FIFA FIFPro World11: 2021[140]